# 米德蘭 (馬里蘭州)
米德兰（英語：Midland）是美國馬里蘭州阿利根尼縣沿乔治溪谷的一個镇，是坎伯兰，MD-WV大都会统计区的一部分。2010年人口普查时的人口为446人。
米德兰海拔490米，距马里兰州弗罗斯特堡以南8公里，洛纳科宁以北5公里。帕拉代斯河和内夫斯河将东部丹山的降水带到乔治溪，松鼠颈河则带来西边野蛮山的降水。有人说，米德兰从其位置得名，有人说这是由苏格兰定居者以苏格兰的米德兰地区命名的。